# Aspidifrontia
Aspidifrontia là một chi bướm đêm thuộc họ Noctuidae.